# Kragholm
Kragholm ist der Name eines Ortsteils der Gemeinde Munkbrarup in Schleswig-Holstein, welcher aus einer kleinen Siedlung besteht, die an der gleichnamigen Straße Kragholm liegt.

## Hintergrund
Der Ort wurde erstmals 1624 als Kraghollm schriftlich erwähnt. Der Name geht zurück auf dän. holm für eine Erhebung oder Insel und dän. krage für Krähe. Die Bedeutung ist entsprechend Erhebung, wo Krähen sind. Die niederdeutsche Variante ist Krachholm.
In einen Ziegelstein im Giebel des Haupthauses des Bauernhofs Kragholm 3 ist die Jahreszahl 1794 geritzt, vermutlich die Jahreszahl der Erbauung des besagten Hofes. Hans Nicolai Andreas Jensen erwähnte 1841 in seinem „Versuch einer kirchlichen Statistik des Herzogthums Schleswig“ eine Küsterstelle mit zwei zugehörigen entfernt liegenden Hufen namens Kragholm. Der Geistliche Peter Paulsen erwähnte 1845 Kragholm in seinem „Versuch einer Schulstatistik des Herzogthums Schleswig“ als ein Kirchendorf Munkbrarups.
Heutzutage besteht Kragholm als eine kleine Siedlung, bestehend aus den Häusern Kragholm 1 bis 6. Seit 1946 bestand in Kragholm die Holzbildhauerwerkstatt von Johannes Jensen und später seines Sohnes Peter Jensen. Die Werkstatt in Kragholm schloss offenbar nach dessen Tod im Jahr 2000. Unter der Adresse Kragholm 3 befindet sich heute der landwirtschaftliche Betrieb der Familie Jessen, der gleichzeitig als Ferienhof dient. Am nördlichen Rand von Kragholm liegen des Weiteren an der Straße Svensteen noch verstreut weitere Höfe, unter anderem der Biohof Svensteen Nummer 8 auf dem neben Hühnern auch Angler Sattelschweine gehalten werden und der ebenfalls als Ferienhof dient.